# Alen Šubić
Alen Šubić (Šibenik, 18. ožujka. 1988.) je hrvatski nogometaš koji igra na poziciji napadača. Trenutačno igra za Velebit Benkovac. 

## Vanjske poveznice
- Profil na hnl-statistika.com